# Håkan Jonsson (samepolitiker)
Rune Håkan Jonsson, född 20 mars 1960 i Sorsele församling, Västerbottens län, är en svensk samepolitiker.

## Biografi
Håkan Jonsson kommer från Vuovosberg i Sorsele kommun. Han är ordförande för Sametingets största parti Jakt- och fiskesamerna och var mellan augusti 2013-2017 ordförande i Sametingets styrelse. Sedan 2021 är han ordförande på nytt. Han är bosatt i Sorsele.